# Joseph Hartogensis
Joseph Hartogensis ('s-Hertogenbosch, 7 mei 1822 – Düsseldorf, 16 juli 1865) was een Nederlands landschapsschilder.

## Levensloop
Joseph Hartogensis was de zoon van de advocaat Bernardus Hartogensis, de stichter van de synagoge van 's-Hertogenbosch, en zijn vrouw Rebecca Cassel, geboren in Duitsland. Op vijftienjarige leeftijd ontving hij zijn eerste tekenlessen van de schilder Dominicus Franciscus du Bois aan de Koninklijke Academie voor Kunst en Nijverheid in zijn geboortestad. Na de dood van zijn leraar verhuisde hij naar Den Haag, waar hij twee jaar met Samuel Verveer studeerde. In 1842 ging hij naar Kleef om leerling te worden van Het Tekencollege van Barend Cornelis Koekkoek. Van 1842 tot 1846 reisde hij door België en Duitsland. Na terugkomst van deze reis werd hij drie jaar lid van De Haagse Etsclub. In 1849 vestigde Hartogensis zich in Düsseldorf en bezocht er de Düsseldorfer Malerschule. Tot 1853 behield hij zijn woonplaats. Vandaar reisde hij in 1850 naar München, waar hij lid werd van een voorloper van de Münchner Künstlergenossenschaft. In 1852 werd Hartogensis ook lid van de Haagse Vereniging Pulchri Studio. In 1854 verbleef hij in de omgeving van Zaltbommel. In 1857 woonde hij een tijd bij zijn zwager in Rotterdam, de tekenleraar Jacobsen. Deze was getrouwd met zijn oudere zus Dorothea Hartogensis. In 1857 woonde hij tijdelijk in München, en vanaf 1858 weer in Düsseldorf, waar hij in 1860 lid werd van de kunstenaarsvereniging Malkasten. Na 1850 leed hij onder depressiviteit en verdronk hij zich op 16 juli 1865 in de Rijn.

## Literatuur

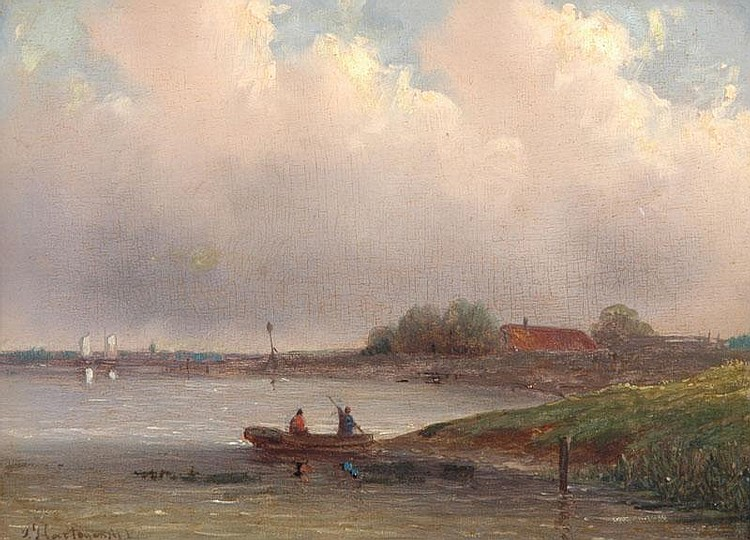
Schilderij van Joseph Hartogensis